# Aart Jan de Geus
Aart Jan de Geus (ur. 28 lipca 1955 w Doorn) – holenderski polityk, prawnik i działacz związkowy, w latach 2002–2007 minister spraw społecznych i zatrudnienia, od 2002 do 2003 minister zdrowia, opieki społecznej i sportu.

## Życiorys
Ukończył prawo na Uniwersytecie Erazma w Rotterdamie (1980), odbył studia podyplomowe z zakresu prawa pracy na Katolickim Uniwersytecie w Nijmegen. Początkowo pracował w księgowości oraz jako prawnik w prywatnym przedsiębiorstwie. W latach 1980–1998 zawodowo związany z federacją chrześcijańskich związków zawodowych Christelijk Nationaal Vakverbond, doszedł do stanowiska wiceprezesa CNV odpowiedzialnego m.in. za ubezpieczenia społeczne i emerytury. Od 1998 do 2002 był partnerem firmy konsultingowej Boer & Croon.
Członek Apelu Chrześcijańsko-Demokratycznego, z rekomendacji tej partii wchodził w skład pierwszych trzech rządów Jana Petera Balkenende. Od lipca 2002 do lutego 2007 pełnił funkcję ministra spraw społecznych i zatrudnienia, od października 2002 do maja 2003 był jednocześnie ministrem zdrowia, opieki społecznej i sportu.
W latach 2007–2011 zajmował stanowisko zastępcy sekretarza generalnego Organizacji Współpracy Gospodarczej i Rozwoju. Od 2011 członek zarządu, a od 2012 przewodniczący rady dyrektorów Fundacji Bertelsmanna, założonej przez koncern medialny Bertelsmann AG.
Oficer Orderu Oranje-Nassau (2007).